# Campeonato Mundial de Patinação Artística no Gelo de 1982
O Campeonato Mundial de Patinação Artística no Gelo de 1982 foi a septuagésima segunda edição do Campeonato Mundial de Patinação Artística no Gelo, um evento anual de patinação artística no gelo organizado pela União Internacional de Patinação (em inglês:  International Skating Union) onde os patinadores artísticos competem pelo título de campeão mundial. A competição foi disputada entre os dias 9 de março e 14 de março, na cidade de Copenhague, Dinamarca.

## Eventos
- Individual masculino
- Individual feminino
- Duplas
- Dança no gelo

## Medalhistas
| Evento                        | Ouro                                                | Prata                                                  | Bronze                                                 |
| Individual masculino detalhes | Scott Hamilton · Estados Unidos                     | Norbert Schramm · Alemanha Ocidental                   | Brian Pockar · Canadá                                  |
| Individual feminino detalhes  | Elaine Zayak · Estados Unidos                       | Katarina Witt · Alemanha Oriental                      | Claudia Kristofics-Binder · Áustria                    |
| Duplas detalhes               | Sabine Baeß · Tassilo Thierbach · Alemanha Oriental | Marina Pestova · Stanislav Leonovich · União Soviética | Caitlin Carruthers · Peter Carruthers · Estados Unidos |
| Dança no gelo detalhes        | Jayne Torvill · Christopher Dean · Reino Unido      | Natalia Bestemianova · Andrei Bukin · União Soviética  | Irina Moiseeva · Andrei Minenkov · União Soviética     |

## Resultados

### Individual masculino
| Pos.              | Nome                   | Nacionalidade      | Pontos |
| ----------------- | ---------------------- | ------------------ | ------ |
| Medalha de ouro   | Scott Hamilton         | Estados Unidos     | 2.6    |
| Medalha de prata  | Norbert Schramm        | Alemanha Ocidental | 6.4    |
| Medalha de bronze | Brian Pockar           | Canadá             | 9.8    |
| 4                 | Brian Orser            | Canadá             | 11.4   |
| 5                 | Jean-Christophe Simond | França             | 11.8   |
| 6                 | Robert Wagenhoffer     | Estados Unidos     | 12.0   |
| 7                 | Igor Bobrin            | União Soviética    | 12.0   |
| 8                 | David Santee           | Estados Unidos     | 15.2   |
| 9                 | Fumio Igarashi         | Japão              | 19.4   |
| 10                | Alexander Fadeev       | União Soviética    | 21.4   |
| 11                | Vladimir Kotin         | União Soviética    | 23.4   |
| 12                | Takashi Mura           | Japão              | 23.8   |
| 13                | Grzegorz Filipowski    | Polônia            | 24.2   |
| 14                | Philippe Paulet        | França             | 25.2   |
| 15                | Rudi Cerne             | Alemanha Ocidental | 25.6   |
| 16                | Jozef Sabovčík         | Tchecoslováquia    | 27.8   |
| 17                | Didier Monge           | França             | 35.2   |
| 18                | Mitsuru Matsumura      | Japão              | 36.0   |
| 19                | Lars Åkesson           | Suécia             | 39.2   |
| 20                | Thomas Hlavik          | Áustria            | 40.2   |
| 21                | Mark Pepperday         | Reino Unido        | 45.2   |
| 22                | Todd Sand              | Dinamarca          | 46.6   |
| 23                | Bruno Del Maestro      | Itália             | 47.6   |
| 24                | Richard Furrer         | Suíça              | 48.2   |
| 25                | Miljan Begović         | Iugoslávia         | 50.6   |
| 26                | Michael Pasfield       | Austrália          | 51.4   |
| 27                | Xu Zhaoxiao            | China              | 52.6   |
| 28                | Eric Krol              | Bélgica            | 52.6   |
| 29                | Ed van Campen          | Países Baixos      | 53.2   |
| 30                | Fernando Soria         | Espanha            | 59.4   |

### Individual feminino
| Pos.              | Nome                      | Nacionalidade      | Pontos |
| ----------------- | ------------------------- | ------------------ | ------ |
| Medalha de ouro   | Elaine Zayak              | Estados Unidos     | 7.4    |
| Medalha de prata  | Katarina Witt             | Alemanha Oriental  | 7.8    |
| Medalha de bronze | Claudia Kristofics-Binder | Áustria            | 8.2    |
| 4                 | Claudia Leistner          | Alemanha Ocidental | 12.2   |
| 5                 | Elena Vodorezova          | União Soviética    | 12.2   |
| 6                 | Rosalynn Sumners          | Estados Unidos     | 13.2   |
| 7                 | Vikki de Vries            | Estados Unidos     | 13.6   |
| 8                 | Kay Thomson               | Canadá             | 15.0   |
| 9                 | Kristiina Wegelius        | Finlândia          | 15.2   |
| 10                | Deborah Cottrill          | Reino Unido        | 22.0   |
| 11                | Carola Paul               | Alemanha Oriental  | 22.6   |
| 12                | Janina Wirth              | Alemanha Oriental  | 23.4   |
| 13                | Elizabeth Manley          | Canadá             | 25.2   |
| 14                | Sanda Dubravčić           | Iugoslávia         | 30.6   |
| 15                | Manuela Ruben             | Alemanha Ocidental | 31.4   |
| 16                | Sandra Cariboni           | Suíça              | 33.0   |
| 17                | Karen Wood                | Reino Unido        | 34.4   |
| 18                | Sonja Stanek              | Áustria            | 35.2   |
| 19                | Catarina Lindgren         | Suécia             | 36.8   |
| 20                | Myriam Oberwiler          | Suíça              | 38.4   |
| 21                | Béatrice Farinacci        | França             | 40.0   |
| 22                | Mariko Joshida            | Japão              | 43.8   |
| 23                | Diana Rankin              | Reino Unido        | 45.8   |
| 24                | Parthena Sarafidis        | Áustria            | 46.2   |
| 25                | Hanne Gamborg             | Dinamarca          | 48.2   |
| 26                | Karin Telser              | Itália             | 49.2   |
| 27                | Vicki Holland             | Austrália          | 50.8   |
| 28                | Liisa Seitsonen           | Finlândia          | 54.6   |
| 29                | Li Scha Wang              | Países Baixos      | 56.2   |
| 30                | Katrien Pauwels           | Bélgica            | 59.8   |
| 31                | Rosario Esteban           | Espanha            | 61.2   |
| 32                | Zhenghua Bao              | China              | 64.2   |
| 33                | Hye Kyung Lim             | Coreia do Sul      | 66.0   |
| WD                | Denyse Adam               | Nova Zelândia      | ─      |

### Duplas
| Pos.              | Nome                                 | Nacionalidade      | Pontos |
| ----------------- | ------------------------------------ | ------------------ | ------ |
| Medalha de ouro   | Sabine Baeß / Tassilo Thierbach      | Alemanha Oriental  | 1.4    |
| Medalha de prata  | Marina Pestova / Stanislav Leonovich | União Soviética    | 2.8    |
| Medalha de bronze | Kitty Carruthers / Peter Carruthers  | Estados Unidos     | 4.6    |
| 4                 | Barbara Underhill / Paul Martini     | Canadá             | 6.0    |
| 5                 | Irina Vorobieva / Igor Lisovski      | União Soviética    | 6.2    |
| 6                 | Veronika Pershina / Marat Akbarov    | União Soviética    | 8.4    |
| 7                 | Birgit Lorenz / Knut Schubert        | Alemanha Oriental  | 9.8    |
| 8                 | Lea Ann Miller / William Fauver      | Estados Unidos     | 11.6   |
| 9                 | Lori Baier / Lloyd Eisler            | Canadá             | 12.2   |
| 10                | Maria DiDomenico / Burt Lancon       | Estados Unidos     | 14.0   |
| 11                | Bettina Hage / Stefan Zins           | Alemanha Ocidental | 15.8   |
| 12                | Nathalie Tortel / Xavier Videau      | França             | 16.4   |
| 13                | Luan Bo / Yao Bin                    | China              | 18.2   |

### Dança no gelo
| Pos.              | Nome                                  | Nacionalidade      | Pontos |
| ----------------- | ------------------------------------- | ------------------ | ------ |
| Medalha de ouro   | Jayne Torvill / Christopher Dean      | Reino Unido        | 2      |
| Medalha de prata  | Natalia Bestemianova / Andrei Bukin   | União Soviética    | 4      |
| Medalha de bronze | Irina Moiseeva / Andrei Minenkov      | União Soviética    | 7      |
| 4                 | Judy Blumberg / Michael Seibert       | Estados Unidos     | 7      |
| 5                 | Carol Fox / Richard Dalley            | Estados Unidos     | 10     |
| 6                 | Olga Volozhinskaya / Alexander Svinin | União Soviética    | 12     |
| 7                 | Karen Barber / Nicholas Slater        | Reino Unido        | 15     |
| 8                 | Elisa Spitz / Scott Gregory           | Estados Unidos     | 16     |
| 9                 | Jana Berankova / Jan Bartak           | Tchecoslováquia    | 17     |
| 10                | Tracy Wilson / Robert McCall          | Canadá             | 20     |
| 11                | Nathalie Herve / Pierre Bechu         | França             | 22     |
| 12                | Birgit Goller / Peter Klisch          | Alemanha Ocidental | 25     |
| 13                | Wendy Sessions / Stephen Williams     | Reino Unido        | 25     |
| 14                | Petra Born / Rainer Schönborn         | Alemanha Ocidental | 28     |
| 15                | Noriko Sato / Tadayuki Takahashi      | Japão              | 31     |
| 16                | Marianne von Bommel / Wayne Deweyert  | Países Baixos      | 31     |
| 17                | Martine Olivier / Philippe Boissier   | França             | 35     |
| 18                | Graziella Ferpozzi / Marco Ferpozzi   | Suíça              | 37     |
| 19                | Saila Saarinen / Kim Jacobson         | Finlândia          | 39     |
| 20                | Ulla Örnmarker / Thomas Svedberg      | Suécia             | 41     |
| WD                | Isabella Micheli / Roberto Pelizzola  | Itália             | ─      |

## Quadro de medalhas
| Ordem | País               | Medalha de ouro | Medalha de prata | Medalha de bronze |    | Ordem por total |
| ----- | ------------------ | --------------- | ---------------- | ----------------- | -- | --------------- |
| 1     | Estados Unidos     | 2               |                  | 1                 | 3  | 1               |
| 2     | Alemanha Oriental  | 1               | 1                |                   | 2  | 3               |
| 3     | Reino Unido        | 1               |                  |                   | 1  | 4               |
| 4     | União Soviética    |                 | 2                | 1                 | 3  | 1               |
| 5     | Alemanha Ocidental |                 | 1                |                   | 1  | 4               |
| 6     | Áustria            |                 |                  | 1                 | 1  | 4               |
| 6     | Canadá             |                 |                  | 1                 | 1  | 4               |
| TOTAL | TOTAL              | 4               | 4                | 4                 | 12 | —               |